# Ubaldo Novembre
Ubaldo Novembre (Brindisi, 29 gennaio 1950) è un dirigente sportivo ed ex calciatore italiano, di ruolo portiere.

## Carriera
Ha ricoperto per gran parte della carriera il ruolo di secondo portiere, trovando regolarmente spazio fra i pali solo nella stagione 1973-1974 disputata in Serie B col Brindisi, quando si alterna con Rosario Di Vincenzo e Giuseppe Maschi.
Nel 1975 passa al Catanzaro e vive dalla panchina la vittoria nel campionato di Serie B 1975-1976. Nella stagione successiva, dopo un intero campionato trascorso come riserva di Giorgio Pellizzaro senza scendere mai in campo, esordisce in Serie A il 22 maggio 1977, all'ultima giornata della stagione, nella sfida interna con la Lazio, con i calabresi ormai retrocessi e matematicamente al penultimo posto (con il Cesena a chiudere la graduatoria). La partita termina con i giallorossi sconfitti per 2-1, con responsabilità di Novembre sulla rete dello 0-1 realizzata da Renzo Garlaschelli.

## Dopo il ritiro
Cessata l'attività agonistica, ha aperto una gioielleria a Brindisi; dal 2003 al 2004 ha ricoperto la carica di presidente del Brindisi.